# Tiburón (Haití)
Tiburón (en francés Tiburon, y en criollo haitiano Tibiwon) es una comuna de Haití que está situada en el distrito de Chardonnières, del departamento de Sur.

## Secciones
Está formado por las secciones de:
- Blactote (que abarca la villa de Tiburón)
- Nan Sevré
- Loby
- Dalmette (que abarca el barrio de Cahouane)

## Demografía
| Gráfica de evolución demográfica de Tiburón entre 2009 y 2015 |
|                                                               |

Los datos demográficos contemplados en este gráfico de la comuna de Tiburón son estimaciones que se han cogido de 2009 a 2015 de la página del Instituto Haitiano de Estadística e Informática (IHSI). 